# Nilópolis
Nilópolis es un municipio brasileño del Estado de Río de Janeiro. Ocupando un área de 19,393 km², es el más pequeño municipio fluminense y el séptimo más pequeño del país.
Se emancipó de Nova Iguaçu en 1947, siendo un antiguo distrito de Iguaçu. Su nombre es un homenaje al político brasileño,  expresidente de Brasil Nilo Peçanha. 

## Toponimia
El nombre del municipio rinde homenaje a Nilo Peçanha, político que se desempeñó como el séptimo presidente de Brasil a raíz del fallecimiento de Afonso Augusto Moreira Pena el 14 de junio de 1909.

## Cultura
En Nilópolis, está ubicada la Beija-Flor (una de las principales escuelas de samba del carnaval de Río de Janeiro).